# Comuna Kutî, Busk
Kutî (în ucraineană Кути) este o comună în raionul Busk, regiunea Liov, Ucraina, formată din satele Brahivka, Cișkî, Hvativ și Kutî (reședința).

## Demografie
Componența lingvistică a comunei Kutî
     Ucraineană (99,22%)
     Alte limbi (0,7%)
Conform recensământului din 2001, majoritatea populației comunei Kutî era vorbitoare de ucraineană (99,22%), existând în minoritate și vorbitori de alte limbi.